# Пиллэнс, Невилл Стюарт
Невилл Стюарт Пиллэнс (англ. Neville Stuart Pillans, 2 мая 1884 — 23 марта 1964) — южноафриканский ботаник.

## Биография
Невилл Стюарт Пиллэнс родился в ЮАР 2 мая 1884 года.
Пиллэнс активно работал в Bolus Нerbarium, собирая образцы растений. Его отец Чарльз Юстас Пиллэнс также любил естественную историю, собирал образцы флоры и имел контакты с известными ботаниками Европы.
Невилл Стюарт Пиллэнс умер в Кейптауне 23 марта 1964 года.

## Научная деятельность
Невилл Стюарт Пиллэнс специализировался на семенных растениях.

## Публикации
- 1928. The African genera and species of Restionaceae. Trans. Royal Soc. South Africa 207—440.

## Почести
В честь Невилла Стюарта Пиллэнса был назван род растений Nevillea (Steud.) H.P.Linder семейства Рестиевые и род растений Pillansia L.Bolus семейства Ирисовые.
В его честь были также названы виды Aloe pillansii L.Guthrie и Gasteria pillansii Bolus & L.Bolus, относящиеся к семейству Асфоделовые. Также в его честь назван вид болотных растений эндемиков Шри Ланки - Cryptocoryne nevillii Hooker f. 